# Semper fidelis (locución latina)

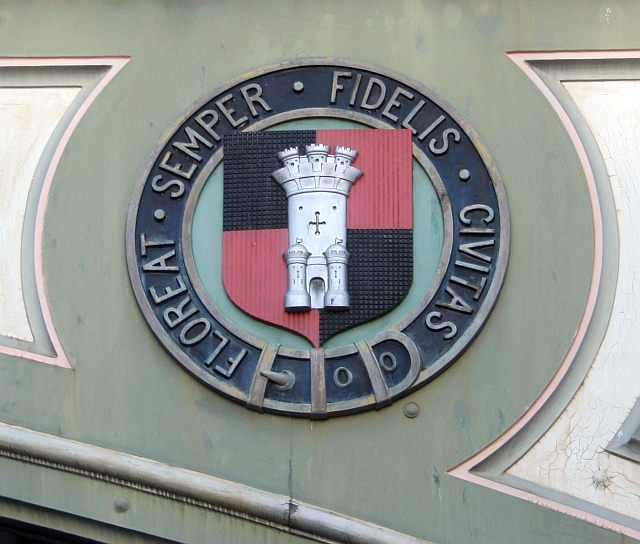
Escudo en el puente ferroviario de Foregate, Worcester, con la leyenda ""Floreat Semper Fidelis Civitas".

Semper fidelis es una máxima de origen latín que significa "siempre fiel".  Es conocido como el lema de Leópolis, concedido por el papa Alejandro VII en 1658.  Es conocido en los Estados Unidos como el lema del Cuerpo de Marines (casi siempre es utilizado como Semper Fi en este contexto) y ha sido igualmente emblema de diversas familias y entidades en diversos países, inclusive desde el siglo XIV.
Semper Fidelis es también el título de una de las marchas militares estadounidenses más populares, compuesta en 1888 por el marine y compositor John Philip Sousa. 

## Variantes
B. Burke (1884), Chassant & Tausin (1878) y otras fuentes, listan un número aproximado que aparece en familias o escudo de armas en Gran Bretaña, Irlanda y Francia. Incluyen:
- Semper constans et fidelis (Siempre constante y fiel)
- Semper fidelis esto (Siempre sé fiel)
- Semper et ubique fidelis (Siempre y en todas partes fiel)